# USS Jeannette
El USS Jeannette fue un buque de exploración naval que, al mando de George Washington DeLong, emprendió la expedición Jeannette de 1879-1881 al Ártico. Tras quedar atrapado en el hielo y a la deriva durante casi dos años, el buque y su tripulación de 33 personas fueron liberados del hielo, quedando de nuevo atrapados, aplastados y hundidos a unas 300 millas náuticas (560 km; 350 mi) al norte de la costa siberiana. Toda la tripulación sobrevivió al hundimiento, pero ocho murieron mientras navegaban hacia tierra en un pequeño cúter. Los demás llegaron a Siberia, pero 12 perecieron posteriormente en el delta del Lena, entre ellos De Long.
El buque había comenzado su carrera activa en 1861 como HMS Pandora, una cañonera de la Marina Real Británica. Tras más de una década de servicio en la costa occidental africana y en el Mediterráneo, el Pandora fue retirado del servicio y vendido como yate privado a un explorador británico, Allen Young. Young lo llevó en dos viajes al Ártico, en 1875 y 1876, antes de venderlo a James Gordon Bennett, Jr., propietario del periódico New York Herald, que le cambió el nombre por el de Jeannette. Aunque navegó al Ártico bajo pabellón estadounidense como USS Jeannette, sujeto a las leyes y disciplina navales, Bennett siguió siendo responsable de los costes de la expedición.

## Hundimiento
El plan de Bennett era navegar un barco a través del Estrecho de Bering, con la teoría de que la cálida corriente del Océano Pacífico conocida como Kuro Siwo proporcionaría una "puerta termométrica" mediante la cual un barco adecuado podría llegar al Polo Norte. Este era el objetivo principal, pero el barco también estaba equipado para la observación científica. Por acuerdo con el Departamento de la Armada de Estados Unidos, Bennett financiaría la expedición, pero navegaría bajo las leyes y la disciplina navales, y estaría comandado por un oficial naval, George Washington DeLong. Pandora pasó a llamarse Jeannette, en honor a la hermana de Bennett, y en enero de 1879 llegó al Astillero Naval de Mare Island, para ser preparado para el servicio en el Ártico.

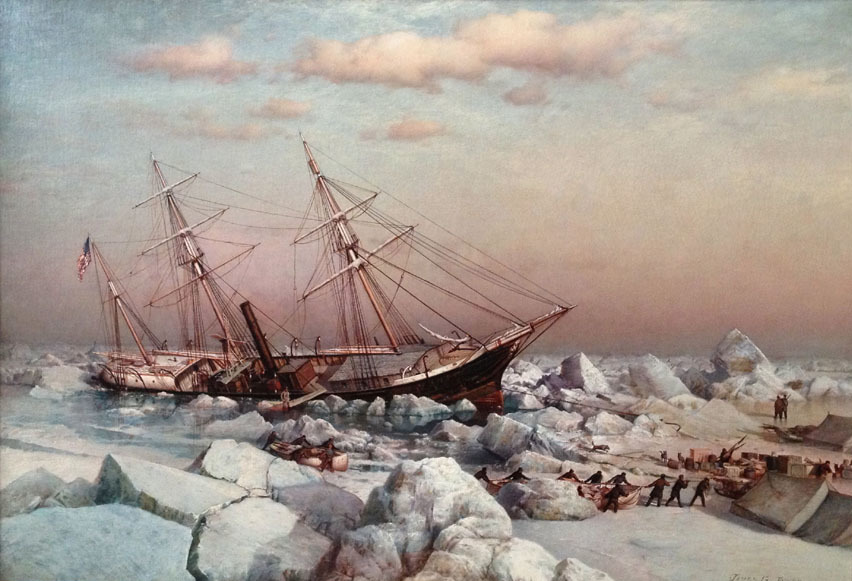
Abandonando el Jeannette

El Jeannette partió de San Francisco el 8 de julio de 1879. Envió su última comunicación a Washington desde la Bahía de San Lorenzo, Chukotka, el 27 de agosto. Poco después se encontró con hielo, de gravedad cada vez mayor a medida que avanzaba hacia la isla Herald. El 7 de septiembre, quedó atrapado rápidamente en el hielo a 71°35′N 175°6′E / 71.583, 175.100. Durante los siguientes 21 meses, el Jeannette navegaba de manera errática, generalmente hacia el noroeste, pero con frecuencia retrocedía sobre sí misma.
En mayo de 1881 se descubrieron dos islas, a las que De Long llamó Isla Henrietta —en honor a la madre de Bennett— e Isla Jeannette. En la noche del 12 de junio, cuando habían alcanzado 77°15′N 155°0′E / 77.250, 155.000, la presión del hielo finalmente comenzó a aplastar al Jeannette. De Long y sus hombres descargaron provisiones y equipo en el hielo y observaron cómo el barco continuaba gimiendo durante la noche y finalmente desaparecía bajo el agua en la madrugada del 13 de junio.
La expedición inició el largo viaje hasta la costa siberiana, arrastrando sus trineos con botes y suministros. En el camino descubrieron otra isla a la que llamaron Isla Bennett en honor al patrocinador de la expedición. Después de llegar a las islas de Nueva Siberia y obtener algo de comida y descanso, el grupo tomó sus tres barcos el 12 de septiembre para la última etapa de su viaje hacia el delta del Lena, su llegada a tierra prevista. Cuando estalló una violenta tormenta, uno de los barcos, con el teniente Charles W. Chipp y siete hombres, volcó y se hundió. Las otras dos naves, comandadas por De Long y el ingeniero jefe George W. Melville con 14 y 11 hombres respectivamente, sobrevivieron al mal tiempo pero acabaron en puntos muy separados del delta.
El grupo encabezado por De Long comenzó la larga marcha hacia el interior a través del delta pantanoso y medio helado hasta los esperados asentamientos nativos. Después de muchas dificultades, con muchos de sus hombres gravemente debilitados, De Long envió a los dos más fuertes, William FC Nindemann y Louis P. Noros, en busca de ayuda. Finalmente encontraron un asentamiento y sobrevivieron. De Long y sus 11 compañeros murieron de frío y hambre. Mientras tanto, al otro lado del delta, Melville y su grupo habían encontrado un pueblo nativo y fueron rescatados. Melville persuadió a un grupo de lugareños para que lo ayudaran a buscar a su comandante. Logró encontrar su lugar de aterrizaje en el delta y recuperó el cuaderno de bitácora de De Long y otros registros importantes, pero regresó sin localizar al grupo de De Long. En la primavera siguiente, Melville partió de nuevo y encontró los cuerpos de De Long y sus compañeros el 23 de marzo de 1882.
El 18 de junio de 1884, se encontraron restos del Jeannette en un témpano de hielo cerca de Julianehåb, cerca de la esquina suroeste de Groenlandia. Esto indicó que una corriente oceánica fluía de este a oeste a través del mar polar. Esto le dio al explorador noruego Fridtjof Nansen la idea de que un barco bien construido podría penetrar el hielo por el este, sobrevivir a la presión durante la deriva y emerger en el Atlántico, tal vez después de haber atravesado el propio polo. Esta teoría fue la base de la expedición Fram de Nansen de 1893-1896.
Aunque la teoría del mar polar abierto terminó con el viaje del Jeannette, los registros meteorológicos y oceanográficos del barco han proporcionado a los climatólogos del siglo XXI datos valiosos relacionados con el cambio climático y la reducción de la capa de hielo polar.

## Plan de recuperación
En febrero de 2015, el aventurero, viajero y personalidad de los medios ruso Andrei Khoroshev anunció que, en consulta con la Sociedad Geográfica Rusa , estaba desarrollando planes para localizar y recuperar el pecio del Jeannette. Khoroshev dijo a The Siberian Times: "Este barco se encuentra a una profundidad de sólo 18 metros (59 pies), con una ubicación conocida a 1.000 metros (3.300 pies). Por lo tanto, en las condiciones modernas, encontrarlo y sacarlo no es una tarea tan difícil". Imaginó que el evento supondría un gran impulso para las relaciones de Rusia con Estados Unidos, "que actualmente no son muy buenas". Sin embargo, un estudio de la zona donde se hundió el barco no reveló ningún resultado y, hasta diciembre de 2019, no se había encontrado.